# Копцев, Александр Александрович
Александр Александрович Копцев (род. 6 марта 1985, Москва) — уроженец Москвы, известный тем, что 11 января 2006 года напал на прихожан московской синагоги хасидской общины Хабад-Любавич и ранил ножом раввина Ицхака Когана и девять прихожан. Задержан на месте преступления охранником, раввином и прихожанами. Был приговорён к 16 годам лишения свободы в колонии строгого режима, с принудительным психиатрическим лечением. В колонии, по собственным словам, раскаялся в содеянном и обратился в православие.

## Биография
Родился 6 марта 1985 года в Москве, в рабочей семье. Отец — водитель в строительной фирме, мать — кладовщица.
В 2001 году поступил в колледж авиамоторостроения, из которого отчислился в апреле 2005 года. Из-за проблем со зрением не был призван на военную службу. В 2005 году, после смерти сестры от рака, Копцев стал интересоваться антисемитской литературой. Некоторое время входил в уличную банду скинхедов, но затем отошёл от этой деятельности. Нигде не работал, проводил время дома, играя в компьютерные игры, в том числе и в Postal.
В конце 2005 года Копцев начинает действовать в одиночку. Он предпринимает две попытки нападения на столичные синагоги, которые не осуществились в силу обстоятельств. Третья попытка была отчасти удачной — 11 января 2006 года Копцев с ножом ворвался в здание синагоги на Большой Бронной улице, ранив раввина Ицхака Когана и девять прихожан. При этом он кричал: «Я пришел сюда убивать», «Хайль, Гитлер!», «Убью!». На месте преступления он был задержан охранником, раввином и прихожанами синагоги.
Знакомые и соседи характеризовали Копцева как тихого, скромного, вежливого, в меру общительного подростка из благополучной, непьющей семьи. После отчисления из колледжа, по словам соседей, проработал какое-то время в фирме, занимающейся пластиковыми окнами, но там не сработался с коллегами и уволился.

## Расследование и суд
После задержания на месте преступления Копцеву было предъявлено обвинение по ст.ст. 30 (покушение), 105 (убийство), 111 (причинение тяжкого вреда здоровью), 282 (Возбуждение ненависти либо вражды, а равно унижение человеческого достоинства) УК РФ. Главной задачей следствия, как сказал сотрудник Мосгорпрокуратуры Зуев, является «изучение личности задержанного, его связей», а также причин и условий, которые способствовали совершению преступления. Следователь действительно много занимался литературой, которую читал Копцев, и искал связанных с ним людей, при этом мотивы преступления остались до конца неустановленными.
Согласно версии, выдвинутой газетой «Коммерсант», безвременная смерть сестры от рака, случившаяся в 2004 году, нанесла ему тяжёлую психическую травму, от которой он так и не смог оправиться. При этом Копцев, считают оперативники, вбил себе в голову, что должен найти виновных. В этом поиске ему помогли авторы различных размещённых в интернете национально-патриотических «агиток» про еврейских «врачей-убийц». Таким способом виновники были определены, и брат пошел мстить за сестру.
Зимой 2006 года в ходе расследования дела было установлено, что настольной книгой Копцева было неоязыческое антисемитское и антихристианское сочинение «Удар русских богов». Также у него был найден неонацистсткий роман-антиутопия Эндрю Макдональда (Уильяма Пирса) «Дневники Тёрнера». Копцев признался, что, по его мнению, русской верой является язычество. Неоязыческая идеология убедила его в необходимости «убивать жидов».
27 марта 2006 года Копцев был приговорён Мосгорсудом к 13 годам лишения свободы. Также в постановлении суда оговаривалось, что в течение всего срока заключения Копцев будет проходить принудительное психиатрическое лечение, несмотря на то, что он уже был признан вменяемым (вменяемость в трактовке суда означает не психическое здоровье, а способность отдавать отчет своим действиям). Вместе с тем, Копцев был оправдан по статье «Разжигание национальной розни». Этот приговор не устроил ни защиту, ни обвинение. Адвокаты настаивали на более мягком приговоре или признании невменяемым, прокурор требовал 16 лет лишения свободы и был недоволен тем, что суд снял обвинение в разжигании межнациональной розни, признав Копцева виновным только в покушении на убийство.
В июне 2006 года Верховный суд направил дело на новое рассмотрение в Мосгорсуд. В сентябре того же года Мосгорсуд заново рассмотрел дело и приговорил Копцева к 16 годам лишения свободы в колонии строгого режима по обвинениям в убийстве, которое не удалось осуществить по независящим от преступника обстоятельствам, и разжигании межнациональной розни.
Копцева пытались также обвинить в убийстве 17-летнего азербайджанца Эмина Гаджиева, студента второго курса Академии правосудия. 13 ноября 2005 года на Гаджиева напал неизвестный молодой человек и пять раз ударил его ножом в шею и в спину, после чего скрылся. Гаджиев от полученных ранений скончался на месте. Прокуратура нашла свидетельницу обвинения, которая опознала в преступнике Копцева, но других доказательств собрать не удалось, и это обвинение ему не предъявлялось.
Интересна роль в уголовном деле адвоката Копцева Розы Сарибжановой, вызвавшейся его защищать добровольно. Она пыталась добиться признания Копцева невменяемым, результатом было то, что он не только получил 16 лет тюрьмы, но и был приговорён к психиатрическому лечению. При этом мотивы преступления остались неясны. Сам Копцев после задержания говорил о смерти своей сестры, на лечение которой у семьи не было денег, а нападение на синагогу объяснил тем, что евреи хорошо живут. После общения с адвокатом Сарибжановой он отказался от этих показаний и стал говорить о своей невменяемости.
29 мая 2008 года интернет-издание Lenta.ru сообщило о гибели Александра Копцева в месте отбывания наказания в результате самоубийства. Сутки спустя «Российская газета» опровергла эту информацию.

## Покаяние
В местах заключения Копцев обратился в православие. Считает, что Бог простил его в связи с покаянием. «После того как пришел к Богу, понял, что все, что написано в экстремистской литературе про евреев, — полный бред. Евреи  —  действительно народ Божий, и Творец ведет его особым образом»,  — рассказал он журналисту, посетившему его в колонии в 2020 году. 